# Darevskia lindholmi
Darevskia lindholmi es una especie de lagarto del género Darevskia, familia Lacertidae. Fue descrita científicamente por Szczerbak en 1962.
Habita al sur de Ucrania, en las regiones montañosas de la península de Crimea.